# Hani Shaker
Hani Shaker (arabisch هاني شاكر, DMG Hānī Šākir; * 21. Dezember 1952 in Kairo) ist ein ägyptischer Sänger und Schauspieler.

## Leben und Karriere
Shaker begann während seiner Schulzeit Klavier zu spielen und besuchte Anfang der 1970er Jahre das Konservatorium in Kairo. 1972 debütierte er mit Mohamed El-Mougis Song Helwa ya Dona. Er wurde Mitglied in Abdel Halim Hafez’ Chor und trat dort in den Songs Soura und Bel Ahdan auf. Insgesamt nahm er mehr als 400 Songs auf, die u. a. Yehia El-Mougi, Baligh Hamdi, Amar El-Shereei und Mounir Murad für ihn schrieben.
1966 spielte er die Titelrolle in Ahmed Badrakhans Film Sayed Darwish. 2015–16 war er Vorsitzender des ägyptischen Musikerverbandes. Für seine Verdienste um die Musik im arabischen Raum wurde er 2017 vom palästinensischen Präsidenten Mahmoud Abbas mit der Kulturmedaille ausgezeichnet.

## Diskografie

### Singles (Auswahl)
- 1987: Ally El Dehkaya
- 1999: Yaretny
- 2002: Lesa Betesaaly
- 2007: Ana Alby Leek (mit Sherine)